# 兰那龙·萨韦克威哈里
兰那龙·萨韦克威哈里（1996年12月18日—），泰国男子跆拳道运动员，2015年世界跆拳道锦标赛男子54公斤级铜牌得主、2017年世界跆拳道锦标赛男子54公斤级铜牌得主。